# اسکوایرز ۱۰۰۴۴
سیارک ۱۰۰۴۴ (به انگلیسی: 10044 Squyres، نامگذاری:1985RU) ده هزار و چهل و چهارمین سیارک کشف شده‌است که در ۱۵ سپتامبر ۱۹۸۵ کشف شد.